# Козацька сільська рада (Петрівський район)
| Петрівська сільська рада — колишній орган місцевого самоврядування у Петрівському районі Кіровоградської області з адміністративним центром у с. Козацьке. Сільській раді були підпорядковані населені пункти: - с. Козацьке - с. Зелений Гай - с. Лани - с. Олександро-Мар'ївка |

## Склад ради
Рада складалася з 20 депутатів та голови.

### Керівний склад ради
| ПІБ                           | Основні відомості                                                 | Дата обрання | Дата звільнення |
| ----------------------------- | ----------------------------------------------------------------- | ------------ | --------------- |
| Кошмак Євдокія Іванівна       | Сільський голова, 1953 року народження, освіта                    | 26.03.2006   | 31.10.2010      |
| Лепська Наталія Олександрівна | Сільський голова, 1962 року народження, освіта вища, позапартійна | 31.10.2010   |                 |

Примітка: таблиця складена за даними джерела

## Населення
Згідно з переписом УРСР 1989 року чисельність наявного населення села становила 2265 осіб, з яких 1010 чоловіків та 1255 жінок.
За переписом населення України 2001 року в селі мешкало 1577 осіб.

### Мова
Розподіл населення за рідною мовою за даними перепису 2001 року:
| Мова       | Відсоток |
| ---------- | -------- |
| українська | 91,97 %  |
| російська  | 7,53 %   |
| молдовська | 0,25 %   |
| білоруська | 0,06 %   |
| циганська  | 0,06 %   |